# Velešínská pahorkatina
Velešínská pahorkatina je geomorfologický okrsek s rozlohou 139,25 km² v severní části Kaplické brázdy. Pahorkatina má plochý povrch skloněný od jihu k severu, do nějž je zaříznuto kaňonovité údolí Vltavy. Jedná se o dvanáct kilometrů širokou, výše zdviženou zemskou kru (hrásť) mezi sníženinou Českobudějovické pánve na severu a Bujanovskou sníženinou na jihu, od nichž je oddělena zlomovými svahy. Výraznými zlomovými svahy je ohraničena rovněž na západě, kde sousedí s Blanským lesem, Buglatskou vrchovinou a Rožmberskou vrchovinou. Východní ohraničení tvoří údolí Malše, za nímž navazuje Strážkovická pahorkatina.

## Geomorfologické podokrsky
- Korosecká vrchovina
- Kamenoújezdská pahorkatina

## Geologická stavba
Velešínská pahorkatina je složená z pruhů granulitů, ortorul, pararul, svorových rul a kaplických svorů s ostrůvky dioritů. V severní části se vyskytují zbytky neogenních usazenin, které jsou považovány za doklad dřívějšího odvodňování prolomu k jihu do povodí Dunaje.